# Петровско-Разумовская (платформа, Московская железная дорога)
Петро́вско-Разумо́вская — строящийся остановочный пункт Савёловского направления Московской железной дороги на линии МЦД-1 между остановками Тимирязевская и Окружная.
Позволит пересаживаться на станцию метрополитена Петровско-Разумовская Серпуховско-Тимирязевской и Люблинско-Дмитровской линий и на остановочный пункт Петровско-Разумовская Октябрьской железной дороги. Завершение строительства и открытие станции планируется в ноябре 2025 года.

## Наземный общественный транспорт
На этой станции можно пересесть на следующие маршруты городского пассажирского транспорта:
- Автобусы: м40, е24, 114, 123, 194, 204, 215, 282, 447, 466, с482, 677, т78, н10